# Saben Lee
Saben Anthonia Lee (Phoenix, Arizona, 23 de junio de 1999) es un baloncestista estadounidense que pertenece a la plantilla del Olympiakos B. C. de la A1 Ethniki griega. Con 1,88 metros de estatura, juega en la posición de base.

## Trayectoria deportiva

### Universidad
Jugó tres temporadas con los Commodores de la Universidad Vanderbilt, en las que promedió 13,9 puntos, 3,7 asistencias, 3,3 rebotes y 1,3 robos de balón por partido. En 2020 fue incluido en el segundo mejor quinteto de la Southeastern Conference tras promediar 18,3 puntos y 4,2 asistencias.
El 27 de marzo se declaró elegible para el Draft de la NBA, renunciando así al año de universidad que le quedaba.

#### Estadísticas
| Año     | Equipo     | PJ | PT | MPP  | %TC  | %3P  | %TL  | RPP | APP | ROB | TPP | PPP  |
| ------- | ---------- | -- | -- | ---- | ---- | ---- | ---- | --- | --- | --- | --- | ---- |
| 2017–18 | Vanderbilt | 32 | 29 | 26.8 | .462 | .307 | .726 | 3.0 | 3.1 | 1.2 | .2  | 10.6 |
| 2018–19 | Vanderbilt | 32 | 32 | 32.6 | .460 | .362 | .675 | 3.3 | 3.8 | 1.0 | .2  | 12.7 |
| 2019–20 | Vanderbilt | 32 | 17 | 32.9 | .483 | .322 | .752 | 3.5 | 4.2 | 1.5 | .3  | 18.6 |
| Total   | Total      | 96 | 78 | 30.7 | .471 | .328 | .718 | 3.3 | 3.7 | 1.3 | .2  | 13.9 |

### Profesional
Fue elegido en la trigésimo octava posición del Draft de la NBA de 2020 por los Utah Jazz, pero pocos días después fue traspasado a Detroit Pistons.
El 5 de agosto de 2021, se hace oficial su renovación con los Pistons por 3 años. En noviembre es asignado al filial de la G League, los Motor City Cruise, y debutando con 42 puntos.
El 22 de septiembre de 2022 fue traspasado junto con Kelly Olynyk a los Utah Jazz a cambio de Bojan Bogdanović, pero fue cortado el 9 de octubre sin llegar a debutar. El 11 de octubre firma con Phoenix Suns, pero es cortado dos días después. Posteriormente se incorporó a los Raptors 905 de la G League.
El 23 de noviembre de 2022 firmó con los Philadelphia 76ers, reemplazando a Michael Foster en un contrato dual. Fue cortado el 26 de diciembre tras dos encuentros, y firmando el 29 de diciembre de nuevo con Raptors 905.
El 11 de enero de 2023 firmó un contrato por diez días con los Phoenix Suns. Firmó un segundo contrato de 10 días el 21 de enero, y consiguió un contrato dual con los Suns el 1 de febrero.
El 30 de agosto de 2024 firmó con Manisa Basket de la Basketbol Süper Ligi. Tras disputar un partido de liga y dos de Liga de Campeones, fue adquirido por el Maccabi Tel Aviv B.C. el 13 de octubre, para cubrir la baja de Jordan Loyd, que abandonó el equipo por temor a la guerra. El 23 de noviembre regresó al Manisa Basket después de no adaptarse al juego del Maccabi.
El 27 de febrero de 2025 firmó contrato hasta finales de la temporada 2026-27 con el Olympiakos B. C. de la A1 Ethniki griega.

## Estadísticas de su carrera en la NBA

### Temporada regular
| Año     | Equipo       | PJ  | PT | MPP  | %TC  | %3P  | %TL  | RPP | APP | ROB | TPP | PPP |
| ------- | ------------ | --- | -- | ---- | ---- | ---- | ---- | --- | --- | --- | --- | --- |
| 2020-21 | Detroit      | 48  | 7  | 16.3 | .471 | .348 | .685 | 2.0 | 3.6 | .7  | .3  | 5.6 |
| 2021-22 | Detroit      | 37  | 0  | 16.3 | .390 | .233 | .789 | 2.4 | 2.9 | 1.0 | .3  | 5.6 |
| 2022-23 | Philadelphia | 2   | 0  | 5.0  | .750 | .000 | —    | .0  | 1.0 | .5  | .0  | 3.0 |
| 2022-23 | Phoenix      | 23  | 1  | 15.8 | .393 | .379 | .737 | 2.0 | 2.8 | .8  | .0  | 6.3 |
| 2023-24 | Phoenix      | 24  | 0  | 7.7  | .364 | .125 | .744 | 1.3 | 1.3 | .3  | .1  | 3.0 |
| Total   | Total        | 134 | 8  | 14.5 | .421 | .271 | .734 | 1.9 | 2.8 | .7  | .2  | 5.2 |